# Stade Demba Diop
Das Stade Demba Diop ist ein Fußballstadion in der senegalesischen Hauptstadt Dakar. Es ist die Heimspielstätte der örtlichen Fußballclubs US Ouakam, US Gorée und ASC Xam-Xam und bietet 30.000 Zuschauern Platz.

## Geographische Lage
Das Stadionareal liegt im Süden des Stadtbezirks Sicap-Liberté. Der Haupteingang liegt an der Kreuzung der Avenue du Président Habib Bourguiba mit der Rue Abebe Bikila.
Im Westen des Stadions grenzt das Stadium Marius Ndiaye an, eine Mehrzweckhalle, die hauptsächlich für Basketball (Basketball-Afrikameisterschaft der Damen 2007 oder Basketball-Afrikameisterschaft 2017) genutzt wird.

## Geschichte
1963 wurde das Stadion von Präsident Léopold Sédar Senghor eröffnet. Die Anlage wird für diverse Veranstaltungen genutzt. Die ersten Leichtathletik-Afrikameisterschaften wurden 1979 hier ausgetragen. 1992 erhielt es seinen Namen nach dem 1967 ermordeten Minister für Jugend und Sport, Demba Diop.